# Plac Krasińskich w Warszawie

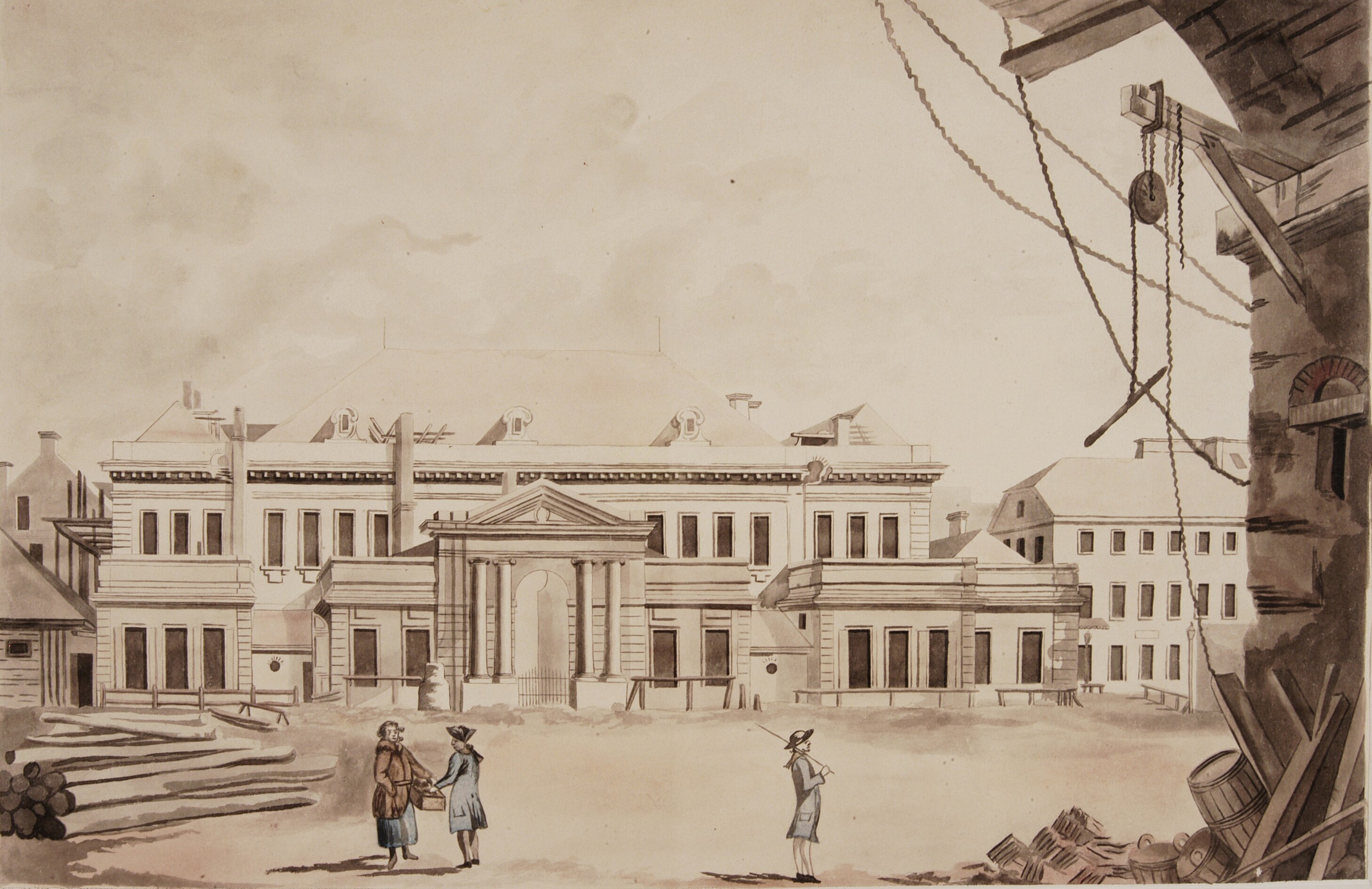
Teatr Narodowy przy placu Krasińskich na rysunku Zygmunta Vogla, ok. 1791

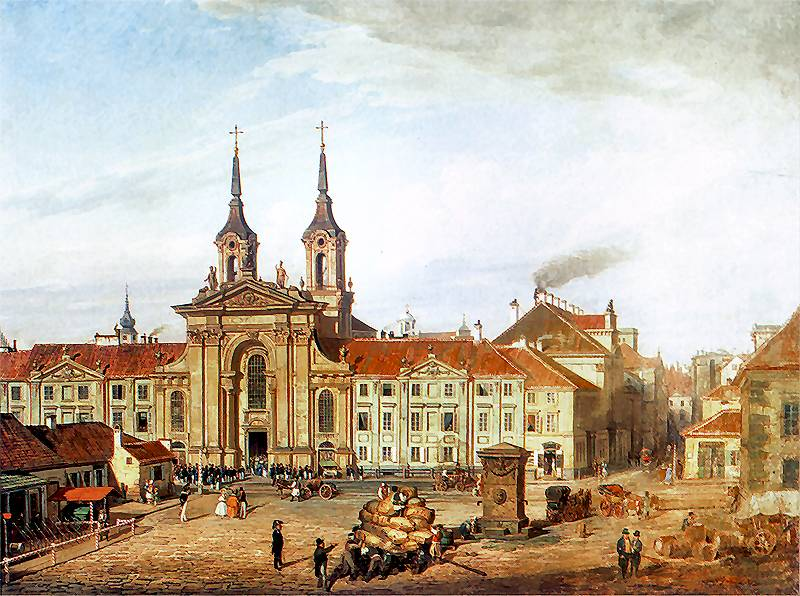
Kościół pijarów na obrazie Marcina Zaleskiego

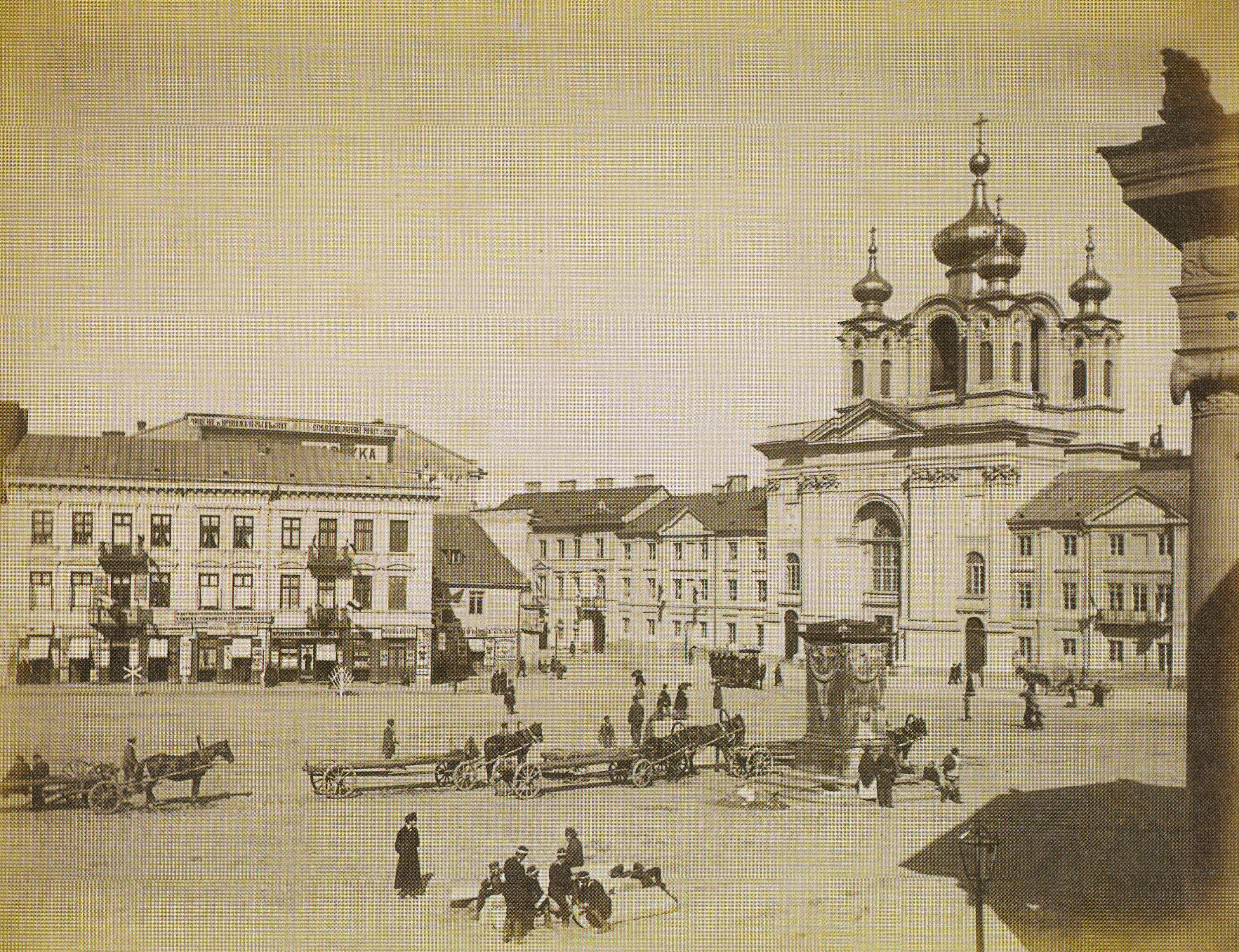
Świątynia przebudowana na sobór Trójcy Świętej, widoczna jedna ze studzien Chrystiana Piotra Aignera, ok. 1885

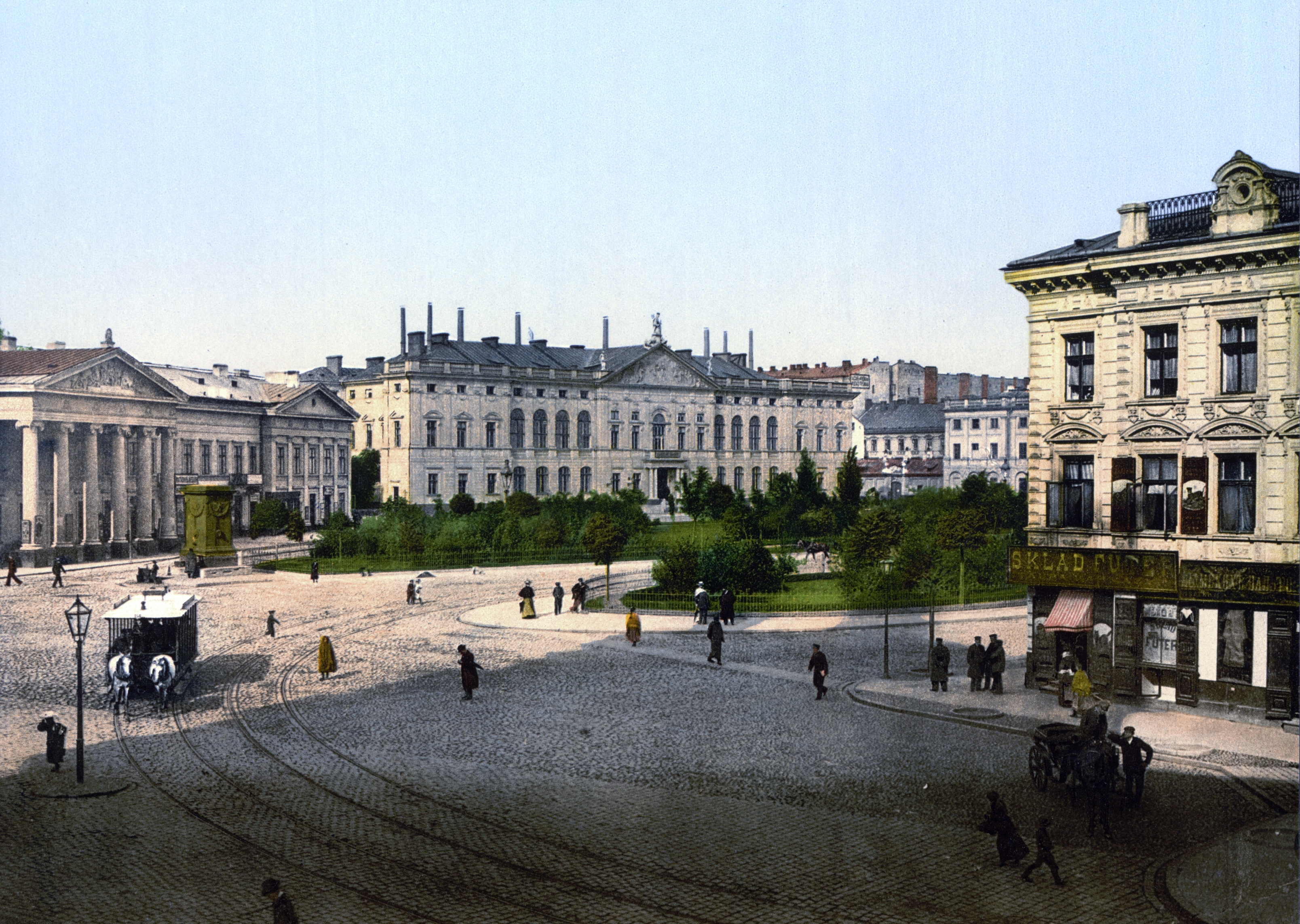
Plac Krasińskich, przełom XIX i XX wieku, po lewej nieistniejący pałac Badenich

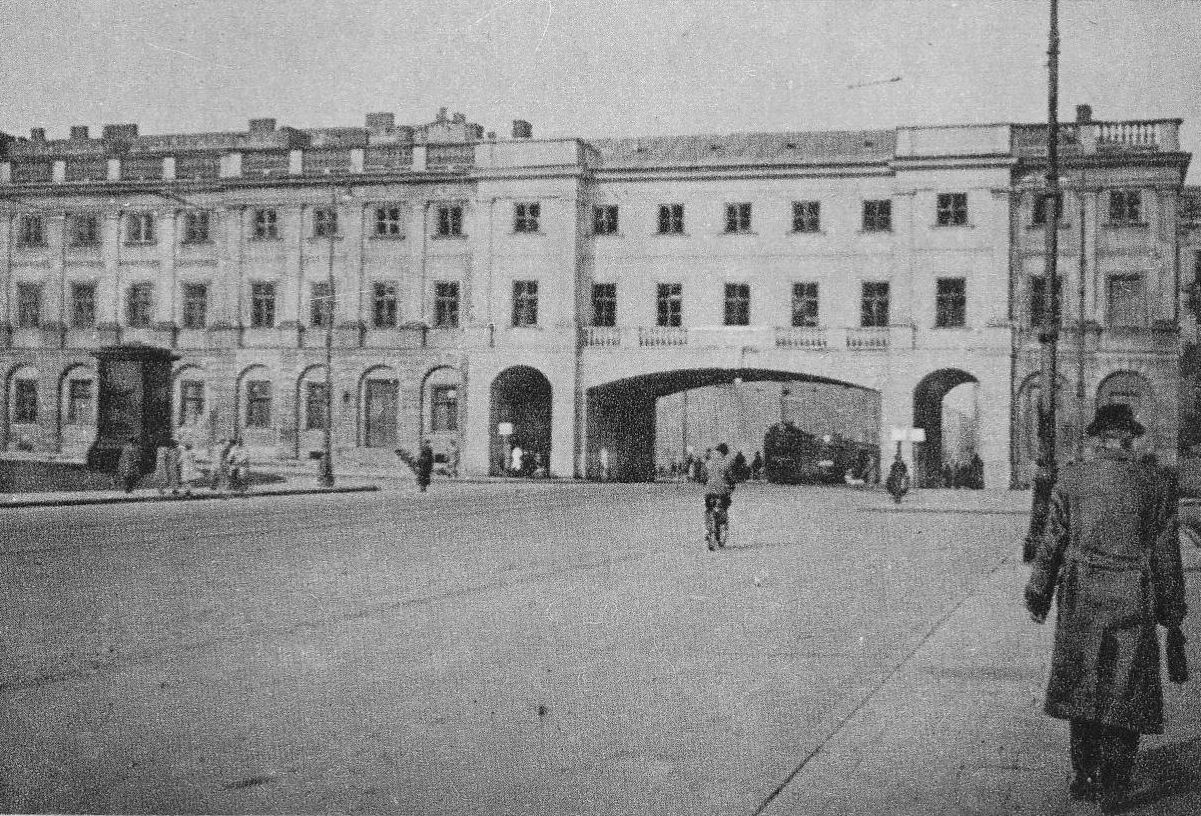
Przebita w 1938 w ciągu ul. Bonifraterskiej oficyna pałacu Krasińskich

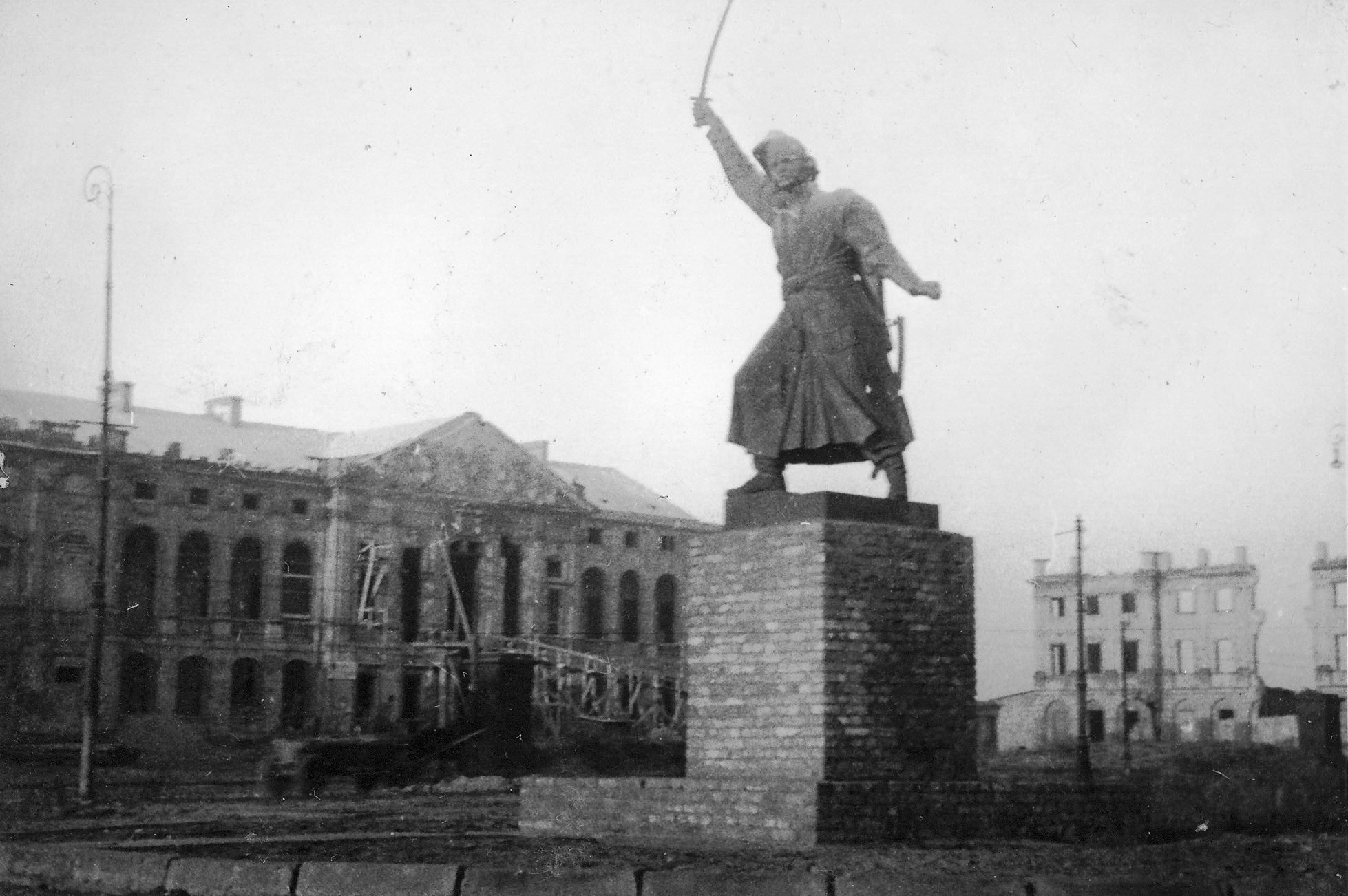
Pomnik Jana Kilińskiego, ustawiony ponownie w latach 1946–1959 na placu Krasińskich

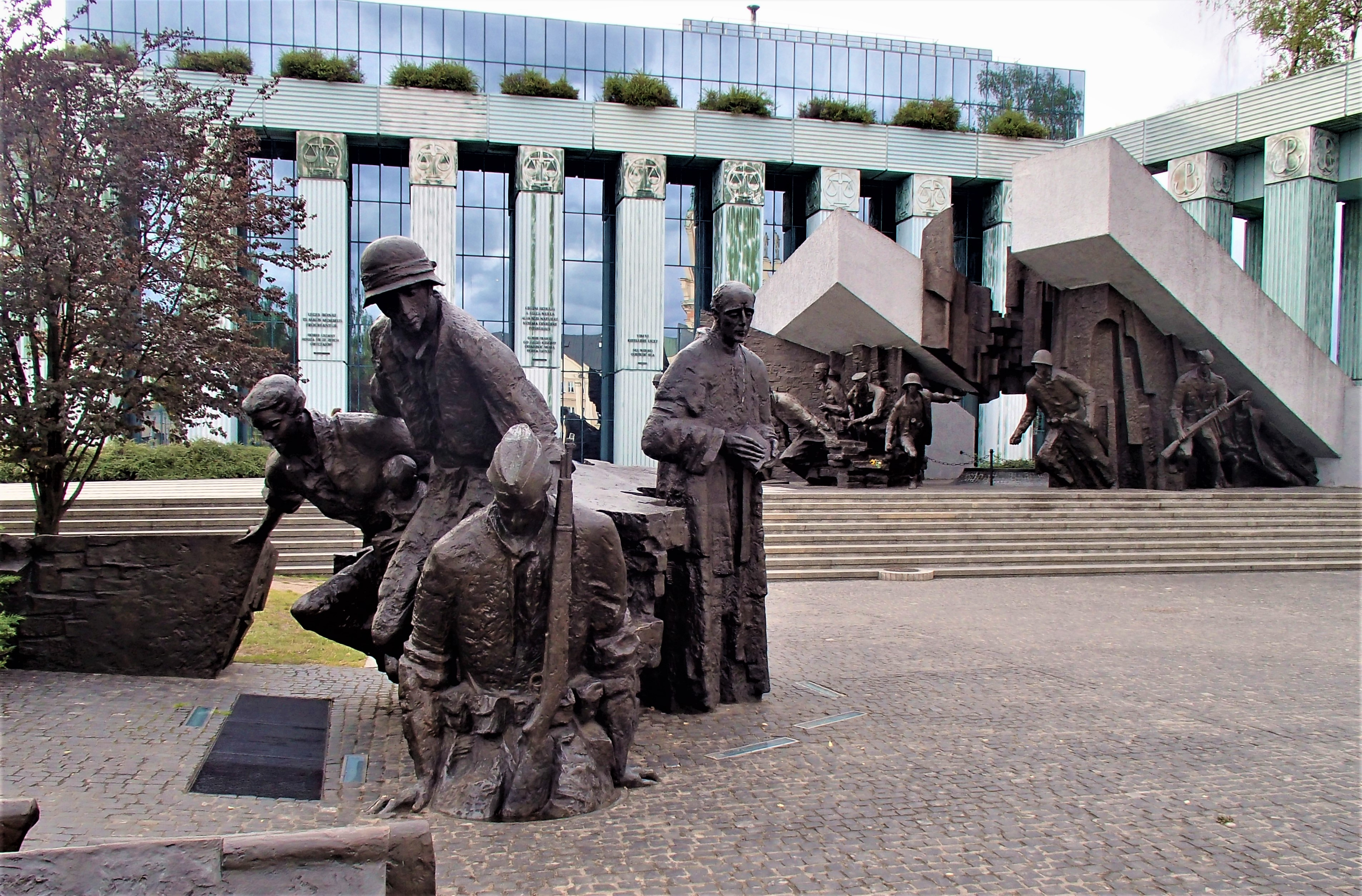
Pomnik Powstania Warszawskiego

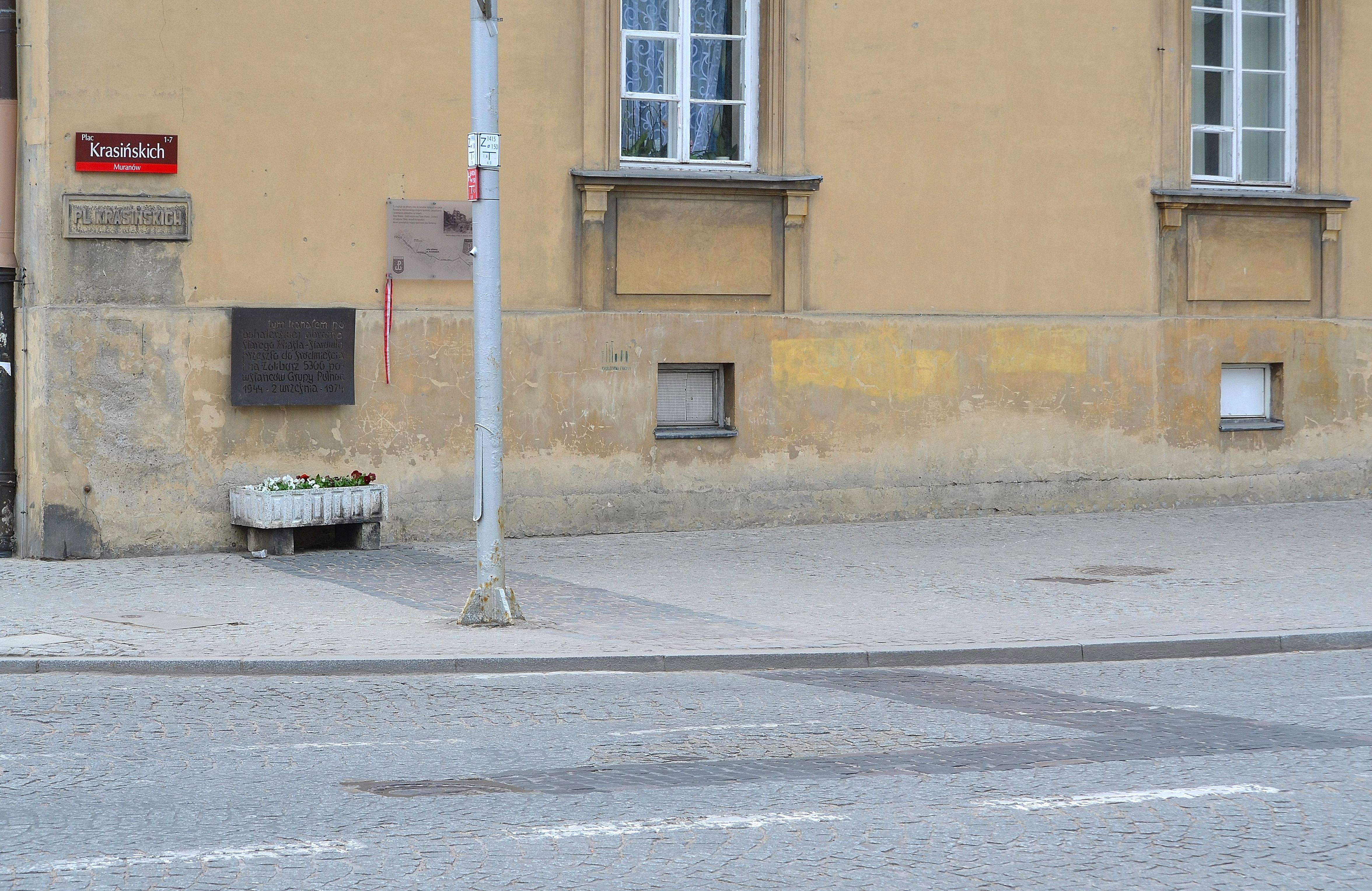
Upamiętnienie włazu do kanału, którym w 1944 podczas powstania warszawskiego ewakuowali się obrońcy Starego Miasta

Plac Krasińskich – plac znajdujący się w dzielnicy Śródmieście w Warszawie.
Plac jest położony pomiędzy ulicami Długą i wylotem ulicy Miodowej, a ulicami Świętojerską i Bonifraterską. Jego nazwa upamiętnia Krasińskich herbu Ślepowron, właścicieli pałacu Krasińskich.

## Historia

### Lata 1765–1939
Plac powstał w miejscu otoczonego murem dziedzińca pałacu Krasińskich. Po zakupieniu w 1765 gmachu przez I Rzeczpospolitą plac stał się przestrzenią publiczną.
W 1779 naprzeciwko pałacu wzniesiono budynek Teatru Narodowego według projektu Bonawentury Solariego. W 1833, po przeniesieniu Teatru do nowego gmachu na placu Teatralnym, w budynku urządzono składy, a na placu zaczęły odbywać się jarmarki na wełnę. Jarmarki rozpoczynały się 15 czerwca i trwały od pięciu do sześciu dni.
W 1786 w południowo-zachodnim narożniku placu wzniesiono budynek Ceł Koronnych (późniejsza siedziba Archiwum Głównego Akt Dawnych), zasłonięty wzniesionym w latach 1837–1838 gmachem pałacu Badenich.
Pod koniec XVIII wieku plac częściowo wybrukowano. W XIX wieku nawierzchnia z kamienia polnego znajdowała się już na całym placu.
W 1824 na placu wzniesiono dwie żeliwne obudowy studni zaprojektowane przez Chrystiana Piotra Aignera i wykonane przez warszawską fabrykę Tomasza Ewansa i Józefa Morrisa. Zastąpiły one wcześniejsze obiekty w formie obelisków na piedestałach. Architekt nadał im kształt antycznych ołtarzy. W narożach umieścił głowy koźlorogiego Pana, a na ścianach bocznych orły i festony wraz z datą rozpoczęcia prac (MDCCCXXIII). Plac był pierwotną lokalizacją pomnika księcia Józefa Poniatowskiego, jednak podczas swojej wizyty w Warszawie w czerwcu 1829 car Mikołaj I zmienił ją na dziedziniec Pałacu Namiestnikowskiego przy Krakowskim Przedmieściu.
Po erygowaniu w 1834 w Warszawie biskupstwa prawosławnego, w latach 1835–1837 przebudowano kościół pijarów na sobór Trójcy Świętej według projektu Antonia Corazziego i Andrzeja Gołońskiego. W celu lepszego wyeksponowania świątyni, przeprowadzono także prace na placu (nazywanego odtąd Katedralnym), nadając mu bardziej wielkomiejski charakter. Do 1915 przed soborem odbywały się przeglądy wojsk garnizonu warszawskiego. Świątyni przywrócono barokową formę w latach 1923–1924 według projektu Oskara Sosnowskiego.
Po powstaniu styczniowym w północnej oficynie pałacu Krasińskich ulokowano sądy: Cywilny, Handlowy i Pokoju (Wydział II) oraz Kryminalny. W późniejszych latach w pałacu i jego oficynie działał Sąd Okręgowy oraz Warszawska Izba Sądowa.
Plac, oświetlany początkowo lampami olejowymi, w 1856 uzyskał oświetlenie gazowe. Oświetlenie elektryczne wprowadzono ok. 1908.
W 1882 zlikwidowano odbywający się na placu od 1836 targ na wełnę, a w jego miejscu urządzono pętlę tramwaju konnego. W 1884 rozebrano budynek Teatru Narodowego, zabudowując pozyskane parcele czynszowymi kamienicami.
W 1908 przez plac pojechały pierwsze tramwaje elektryczne. Torowisko poprowadzono z ulicy Miodowej w ulicę Nowiniarską.
W grudniu 1938 plac Krasińskich, po przebiciu w ciągu ulicy Bonifraterskiej północnej oficyny pałacu i wyburzeniu kilku wykupionych przez miasto budynków, stał się częścią nowej arterii komunikacyjnej na Żoliborz. Wschodnia część oficyny została rozebrana, a następnie odbudowana na szerokiej arkadzie zamkniętej łukiem odcinkowym według projektu Mariana Lalewicza. Zachowano jednak stare torowisko na ul. Nowiniarskiej.
W okresie międzywojennym plac i jego najbliższe okolice stanowił centrum wymiaru sprawiedliwości. Znajdowały się tutaj siedziby: Sądu Najwyższego (pałac Krasińskich), Sądu Apelacyjnego (pałac Badenich), wydziały Sądu Okręgowego (oficyny pałacu Krasińskich) wraz z jego główną siedzibą w pobliskim pałacu Paca, a na ulicy Długiej 7 (pałac Raczyńskich) – Ministerstwo Sprawiedliwości.
W latach 1936–1942 i 1946–1959 na placu znajdował się pomnik Jana Kilińskiego.

### II wojna światowa
Po kapitulacji Warszawy we wrześniu 1939 plac był jednym z miejsc składania broni przez żołnierzy Wojska Polskiego.
W listopadzie 1940 plac znalazł się w bezpośrednim sąsiedztwie warszawskiego getta, którego granica biegła w linii północnej oficyny pałacu Krasińskich, wzdłuż ul. Świętojerskiej. Przejazd w oficynie stał się bramą umożliwiającą przejazd tramwajów przez dzielnicę zamkniętą na Żoliborz. W październiku 1941 wyłączono z getta tereny na wschód od ul. Bonifraterskiej, co spowodowało, że trasa tramwajowa w całości znalazła się po stronie „aryjskiej”.
Od sierpnia 1942 na placu Krasińskich znajdował się jeden z tzw. placów zabaw ludowych. W kwietniu 1943 widok ludzi bawiących się na znajdującej się pod murami płonącego getta karuzeli zainspirował Czesława Miłosza do napisania wiersza Campo di Fiori. Poeta zestawił w nim samotność ginących żydowskich powstańców z losem palonego na stosie Giordana Bruno.
Podczas powstania warszawskiego, w godzinę „W”, na placu doszło do starć spieszących na koncentrację powstańców z batalionów „Gozdawa” i „Łukasiński” z niemieckimi pojazdami pancernymi jadącymi ul. Miodową na Żoliborz. 2 sierpnia powstańcy ze 104 Kompanii Syndykalistów zdobyli pałac, który od 9 sierpnia do upadku Starego Miasta stał się kwaterą batalionu „Parasol”. 6 sierpnia 1944, w rocznicę wymarszu Pierwszej Kompanii Kadrowej, na wyznaczającej południową pierzeję placu ul. Długiej odbyła się jedyna podczas powstania defilada wojsk powstańczych. Żołnierze batalionu „Gozdawa” przemaszerowali wtedy po mszy od kościoła garnizonowego do pałacu Raczyńskich. Na placu i w Ogrodzie Krasińskich przyjmowano zrzuty lotnicze.
Od końca sierpnia 1944 plac stał się częścią linii obrony Starego Miasta. Przy skrzyżowaniu z ul. Długą, znajdował się właz do kanału, którym podczas powstania, przed kapitulacją Starego Miasta, do Śródmieścia i na Żoliborz ewakuowało się kilka tysięcy osób. Oddziały niemieckie zajęły plac 2 września 1944 rano.

### Po 1945
W czasie walk w powstaniu poważnie uszkodzony został pałac Krasińskich, pozostałą zabudowę placu Niemcy spalili po zdobyciu tej części miasta. Po wojnie wyburzono zniszczone budynki przy ul. Nowiniarskiej, a przed 1958 rozebrano dobrze zachowane mury pałacu Badenich.
W 1965 założenie urbanistyczne placu Krasińskich wpisano do rejestru zabytków (nr rej. 256/1).
W 1974 upamiętniono tablicą właz kanałowy, przez który odbywała się ewakuacja podczas powstania warszawskiego. Od ściany budynku dawnej komory celnej, na której ją umieszczono, ułożono pas ciemniejszej bazaltowej kostki, prowadzący na jezdnię do włazu.
W 1989 na placu odsłonięto pomnik Powstania Warszawskiego, przedstawiającego realistycznie powstańców oraz ludność cywilną podczas walk w 1944. W latach 1996–1999 w miejscu dawnego Teatru Narodowego wzniesiono monumentalny Gmach Sądu Najwyższego w Warszawie. Północne skrzydło gmachu powstało w miejscu dawnej północnej oficyny pałacu Krasińskich i – w nawiązaniu do przedwojennego projektu Mariana Lalewicza – znajduje się w nim kryty przejazd. W latach 90. pod placem powstał parking podziemny na 407 miejsc.
W 2008 przed pałacem Krasińskich ustawiono różnokolorowe rzeźby pegazów, które stanowiły część scenografii wystawy Norwid – Herbert. Inspiracje śródziemnomorskie.
6 lipca 2017 na placu, przez pomnikiem Powstania Warszawskiego, podczas swojej oficjalnej wizyty w Polsce przemówienie wygłosił Prezydent Stanów Zjednoczonych Donald Trump.
W 2018 w czasie przebudowy placu i ul. Miodowej na chodnikach ułożono płyty granitowe, a jezdnię wyłożono bloczkami granitowymi.

## Ważniejsze obiekty
- Pomnik Powstania Warszawskiego
- Pomnik Kobietom Powstania Warszawskiego
- Pałac Krasińskich
- Kompleks Urbanistyczny Wymiaru Sprawiedliwości
- Ogród Krasińskich
- Katedra polowa Wojska Polskiego w Warszawie

## Obiekty nieistniejące
- Pałac Badenich